# Saison 4 de Two Broke Girls
Chronologie
Saison 3 Saison 5
Cet article présente le guide des épisodes de la quatrième saison de la série télévisée américaine Two Broke Girls (2 Broke Girls).

## Synopsis
Max, une serveuse travailleuse, se retrouve à aider Caroline, une nouvelle au restaurant autrefois richissime, mais ayant tout perdu à la suite des fraudes de son père. Max propose à Caroline d'être sa nouvelle colocataire.

## Généralités
- Aux États-Unis, cette saison a été diffusée entre le 30 octobre 2014 et le 18 mai 2015 sur CBS.
- Au Canada, elle a été diffusée en simultané sur le réseau Citytv.
- En France, elle a été diffusée entre le 24 octobre 2015 et le 14 décembre 2015 sur OCS Max.
- Au Québec, elle a été diffusée entre le 10 janvier 2017 et le 6 juin 2017 sur VRAK.
- En Suisse, elle a été diffusée entre le 23 mars 2017 et le 21 avril 2017 sur RTS Un.
- Elle reste inédite en Belgique.

### Acteurs principaux
- Kat Dennings (VF : Anne Dolan) : Max Black
- Beth Behrs (VF : Lydia Cherton) : Caroline Channing
- Garrett Morris (VF : Hervé Furic) : Earl
- Matthew Moy (en) (VF : Vincent de Bouard) : Han Lee
- Jonathan Kite (en) (VF : Loïc Houdré) : Oleg
- Jennifer Coolidge (VF : Carole Franck) : Sophie

### Acteurs récurrents et invités
- Kim Kardashian : elle-même[1] (épisode 1)
- Jesse Metcalfe : Sebastian[2] (épisode 2)
- Lily Aldridge : elle-même[3] (épisode 6)
- Martha Hunt : elle-même[3] (épisode 6)
- Sandra Bernhard : Joedth[4] (épisodes 16 à 20)
- Patrick Cox : John (épisodes 16 à 22)
- Austin Falk : Nashit (épisodes 17 à 20)

## Épisodes

### Épisode 1:Et le problème de la réalité
- États-Unis /  Canada : 27 octobre 2014 sur CBS[5]/ Citytv[6]
- France :
  - 24 octobre 2015 sur OCS Max
  - 21 novembre 2016 sur NT1
- Québec : 10 janvier 2017 sur VRAK[7]
- Suisse : 23 mars 2017 sur RTS Un

- États-Unis : 8,43 millions de téléspectateurs[8] (première diffusion)

- Lauren Weedman (Shayne)
- Morgan Krantz (Hip Mugger)
- Kim Kardashian (elle-même)

### Épisode 2:Et la suite de Casse-Noisette
- États-Unis /  Canada : 3 novembre 2014 sur CBS / Citytv
- France :
  - 24 octobre 2015 sur OCS Max
  - 21 novembre 2016 sur NT1
- Québec : 17 janvier 2017 sur VRAK
- Suisse : 24 mars 2017 sur RTS Un

- États-Unis : 7,97 millions de téléspectateurs[9] (première diffusion)

- Jesse Metcalfe (Sebastian)
- Natalie Dreyfuss (Hilary)
- Nicholas Cutro (Doug)
- Dinora Walcott (Shira)
- Kaliko Kauahi (Booth Woman)

### Épisode 3:Et l'ours rebelle
- États-Unis /  Canada : 10 novembre 2014 sur CBS / Citytv
- France :
  - 24 octobre 2015 sur OCS Max
  - 22 novembre 2016 sur NT1
- Québec : 24 janvier 2017 sur VRAK
- Suisse : 27 mars 2017 sur RTS Un

- États-Unis : 7,55 millions de téléspectateurs[10] (première diffusion)

- J.J. Totah (Elliott)
- Lindsey Stoddart (Rita)
- Daija Owens (Scarlett)
- Benjamin Royer (Emmett)
- George Dalton (Josh)
- Grace Kaufman (Young Max V.O.)
- Jackie Benoit (Elderly Woman)

### Épisode 4:Et le vélo livreur
- États-Unis /  Canada : 17 novembre 2014 sur CBS / Citytv
- France :
  - 31 octobre 2015 sur OCS Max
  - 23 novembre 2016 sur NT1
- Québec : 31 janvier 2017 sur VRAK
- Suisse : 28 mars 2017 sur RTS Un

- États-Unis : 7,90 millions de téléspectateurs[11] (première diffusion)

- Caitlin Kimball (Guinevere)
- Duncan Bravo (Milesh)

### Épisode 5:Et le séminaire
- États-Unis /  Canada : 24 novembre 2014 sur CBS / Citytv
- France :
  - 31 octobre 2015 sur OCS Max
  - 24 novembre 2016 sur NT1
- Québec : 7 février 2017 sur VRAK
- Suisse : 29 mars 2017 sur RTS Un

- États-Unis : 6,85 millions de téléspectateurs[12] (première diffusion)

- David Hoffman (Gordon)
- Joe Nunez (Greg)
- Megan Davis (Hannah)
- Nick McCallum (Todd)
- Marisa Guterman (Ramona Lisa)
- Aimee McKay (Samdra)
- Brian Zarin (Hipster Man)

### Épisode 6:Et les mannequins d'un Week-End
- États-Unis /  Canada : 8 décembre 2014 sur CBS / Citytv
- France :
  - 31 octobre 2015 sur OCS Max
  - 25 novembre 2016 sur NT1
- Québec : 14 février 2017 sur VRAK
- Suisse : 30 mars 2017 sur RTS Un

- États-Unis : 7,72 millions de téléspectateurs[13] (première diffusion)

- Lily Aldridge (elle-même)
- Martha Hunt (elle-même)
- Drew Droege (Gay Jim)
- Michael Cornacchia (Straight Jim)
- Vincent M. Ward (Dante)
- Rina Karuna (Model Extra #1)
- Gabriela Hurst (Model Extra #2)
- Kerry Doyle (Model Extra #3)

### Épisode 7:Et le prêt de Noël
- États-Unis /  Canada : 15 décembre 2014 sur CBS / Citytv
- France :
  - 7 novembre 2015 sur OCS Max
  - 28 novembre 2016 sur NT1
- Québec : 21 février 2017 sur VRAK
- Suisse : 31 mars 2017 sur RTS Un

- États-Unis : 7,81 millions de téléspectateurs[14] (première diffusion)
- Canada : 976 000 téléspectateurs[15] (première diffusion + différé 7 jours)

- Nico Santos (Barry)
- Tessa Goss (Amy)
- Hope Shapiro (Felka)

Les filles se rendent dans l'ancienne boutique de vêtements de Caroline pour essayer de vendre leurs t-shirts et doivent en livrer 50 en très peu de temps, seulement la société qui les fabriques ne peut leur fournir à temps. Elles vont alors devoir trouver une autre solution.

### Épisode 8:Et l'usine de T-Shirts
- États-Unis /  Canada : 5 janvier 2015 sur CBS / Citytv
- France :
  - 7 novembre 2015 sur OCS Max
  - 29 novembre 2016 sur NT1
- Québec : 28 février 2017 sur VRAK
- Suisse : 3 avril 2017 sur RTS Un

- États-Unis : 9,08 millions de téléspectateurs[16] (première diffusion)

- James Patrick Stuart (Ace)
- Joseph Ferrante (Rico)
- Elizabeth Regen (Peggy)
- Jaime Moyer (Carmen)
- Jonathan Kowalsky (Raul)

Avec l'argent de leur prêt, les filles visitent une usine de fabrication de t-shirts. Max trouve suspect que les employés de l'usine semblent bien traités et pensent que l'usine cache quelque chose. Plus tard elle trouve un mot avec écrit "aidez-nous", Max et Caroline vont alors s'infiltrer dans l'usine pour découvrir la vérité.

### Épisode 9:Et le passé dans le rétroviseur
- États-Unis /  Canada : 19 janvier 2015 sur CBS / Citytv
- France :
  - 7 novembre 2015 sur OCS Max
  - 30 novembre 2016 sur NT1
- Québec : 7 mars 2017 sur VRAK
- Suisse : 4 avril 2017 sur RTS Un

- États-Unis : 8,86 millions de téléspectateurs[17] (première diffusion)

- Matt Corboy (Todd)
- Rachael Drummond (Jill)
- James Giordano (Delivery Guy)

C'est l'anniversaire de Caroline et elle reçoit de la part de son père une Lamborghini qu'il lui avait acheté avant qu'il soit envoyé en prison. Mais elle ne peut l'utiliser comme elle doit être saisie le lendemain. Caroline se remémore sa vie d'avant ce qui la rend triste. Pour la consoler Max lui fait la surprise de l'emmener aux Hamptons mais les filles restent bloquées dans le sable.

### Épisode 10:Et le déménagement à réactions
- États-Unis /  Canada : 2 février 2015 sur CBS / Citytv
- France :
  - 14 novembre 2015 sur OCS Max
  - 1er décembre 2016 sur NT1
- Québec : 14 mars 2017 sur VRAK
- Suisse : 5 avril 2017 sur RTS Un

- États-Unis : 9,31 millions de téléspectateurs[18] (première diffusion)

### Épisode 11:Et la règle des 2 semaines
- États-Unis /  Canada : 9 février 2015 sur CBS / Citytv
- France :
  - 14 novembre 2015 sur OCS Max
  - 2 décembre 2016 sur NT1
- Québec : 21 mars 2017 sur VRAK
- Suisse : 6 avril 2017 sur RTS Un

- États-Unis : 9,13 millions de téléspectateurs[19] (première diffusion)

- Diane Delano (Officer Stanley)
- Jean Grae (Tanaya)
- Tyler Cook (James)
- Sherry Mandujano (Lupe)
- Marlena Poles (Old Lady)
- Cynthia Dallas (Imposing Woman)
- Patty Guggenheim (Vape Girl)
- Molly Pan (Beat Boxer)
- Dave Abrams (Cool Guy)
- Rachael Ashley-Layton (Female Prisoner)

Les filles décident de passer la soirée dans un bar et Caroline y rencontre un homme avec qui elle passe la nuit. Mais le lendemain Caroline s'aperçoit qu'elle y a laissé ses bagues et décide avec l'aide Max de les récupérer mais elles se trompent d'appartement et se font arrêter par la police.

### Épisode 12:Et la victoire par K-O
- États-Unis /  Canada : 16 février 2015 sur CBS / Citytv
- France :
  - 14 novembre 2015 sur OCS Max
  - 5 décembre 2016 sur NT1
- Québec : 28 mars 2017 sur VRAK
- Suisse : 7 avril 2017 sur RTS Un

- États-Unis : 8,74 millions de téléspectateurs[20] (première diffusion)

- Sammi Hanratty (Kemberly)
- Danielle Macdonald (Ashlin)
- Jimmie Fowlie (Maurizio)
- Charlene Deguzman (Fiona)
- Mae Aswell (Svetlana)
- Deborah Baker Jr. (Melanie)
- Patrick Daniel (Beard Man #1)
- Joshua M. Bott (Beard Man #2)

### Épisode 13:Et les grands malpropres
- États-Unis /  Canada : 23 février 2015 sur CBS / Citytv
- France :
  - 21 novembre 2015 sur OCS Max
  - 6 décembre 2016 sur NT1
- Québec : 4 avril 2017 sur VRAK
- Suisse : 10 avril 2017 sur RTS Un

- États-Unis : 8,47 millions de téléspectateurs[21] (première diffusion)

- Valerie Harper (Nola)
- Peter Mackenzie (Devon)
- Noreen Reardon (Elderly Russian Woman)

Une cliente du restaurant agace Han avec ses commandes spécifiques. Elle s'avère être une photographe qui expose des photos des filles dans une galerie d'art. Caroline devient jalouse quand elle remarque que sa photo n'est pas vendue contrairement à celle de Max et d'Earl. 

### Épisode 14:Et la prise d'otage
- États-Unis /  Canada : 9 mars 2015 sur CBS / Citytv
- France :
  - 21 novembre 2015 sur OCS Max
  - 7 décembre 2016 sur NT1
- Québec : 11 avril 2017 sur VRAK
- Suisse : 11 avril 2017 sur RTS Un

- États-Unis : 8,25 millions de téléspectateurs[22] (première diffusion)

- Paula Christensen (Maria)
- John Brotherton (Agent Drake)
- Jake Bennett (Richard)

### Épisode 15:Et la grossesse non désirée
- États-Unis /  Canada : 23 mars 2015 sur CBS / Citytv
- France :
  - 21 novembre 2015 sur OCS Max
  - 8 décembre 2016 sur NT1
- Québec : 18 avril 2017 sur VRAK
- Suisse : 12 avril 2017 sur RTS Un

- États-Unis : 7,26 millions de téléspectateurs[23] (première diffusion)

- Ian Reed Kesler (Owen)
- Bayne Gibby (Dina)

### Épisode 16:Et le nouveau job
2J6916
- États-Unis /  Canada : 30 mars 2015 sur CBS / Citytv
- France :

ùù 28 novembre 2015 sur OCS Max
- - 9 décembre 2016 sur NT1
- Québec : 25 avril 2017 sur VRAK
- Suisse : 13 avril 2017 sur RTS Un

- États-Unis : 7,13 millions de téléspectateurs[24] (première diffusion)

- Sandra Bernhard (Joedth)
- Patrick Cox (John)
- Shantel Wislawski (Allie)
- B.J. Clinkscales (Guy Customer)
- Krystal Harris (Naomi)

### Épisode 17:Et l'amourette interdite
- États-Unis /  Canada : 13 avril 2015 sur CBS / Citytv
- France :
  - 28 novembre 2015 sur OCS Max
  - 12 décembre 2016 sur NT1
- Québec : 2 mai 2017 sur VRAK
- Suisse : 14 avril 2017 sur RTS Un

- États-Unis : 7,07 millions de téléspectateurs[25] (première diffusion)

- Sandra Bernhard (Joedth)
- Austin Falk (Nashit)
- Patrick Cox (John)
- Shantel Wislawski (Allie)
- Kelly Holden-Bashar (Woman)

### Épisode 18:Et la faute de goût
- États-Unis /  Canada : 20 avril 2015 sur CBS / Citytv
- France :
  - 28 novembre 2015 sur OCS Max
  - 13 décembre 2016 sur NT1
- Québec : 9 mai 2017 sur VRAK
- Suisse : 17 avril 2017 sur RTS Un

- États-Unis : 7,53 millions de téléspectateurs[26] (première diffusion)

- Sandra Bernhard (Joedth)
- Austin Falk (Nashit)
- Patrick Cox (John)
- Doug Budin (Carl)
- Sabrina Revelle (Rhonda)
- Ozioma Akagha (Riri)
- Robin McDonald (Ruthie)
- Gary Rubenstein (Rudy)
- Gilli Messer (Pregnant Girl)

### Épisode 19:Et l'Audition de Nash
- États-Unis /  Canada : 27 avril 2015 sur CBS / Citytv
- France :
  - 7 décembre 2015 sur OCS Max
  - 14 décembre 2016 sur NT1
- Québec : 16 mai 2017 sur VRAK
- Suisse : 18 avril 2017 sur RTS Un

- États-Unis : 6,57 millions de téléspectateurs[27] (première diffusion)

- Sandra Bernhard (Joedth)
- Austin Falk (Nash)
- Patrick Cox (John)
- Nadia Dajani (Marie)
- Mary Jo Smith (Delores)
- Christopher Corbin (Chimper)

### Épisode 20:Et le Problème Mineur
- États-Unis /  Canada : 4 mai 2015 sur CBS / Citytv
- France : 
  - 7 décembre 2015 sur OCS Max
  - 15 décembre 2016 sur NT1
- Québec : 23 mai 2017 sur VRAK
- Suisse : 19 avril 2017 sur RTS Un

- États-Unis : 6,43 millions de téléspectateurs[28] (première diffusion)

- Sandra Bernhard (Joedth)
- Austin Falk (Nash)
- Patrick Cox (John)
- Nadia Dajani (Marie)
- DC Pierson (Leo)
- Tasha Ames (Maeve)
- Daniele Gaither (Inez)
- Nathan Clark (Male Desk Clerk)
- Jeannie Elias (Female Announcer)

### Épisode 21:Et l'Enterrement de Vie de Garçon
- États-Unis /  Canada : 11 mai 2015 sur CBS / Citytv
- France :
  - 7 décembre 2015 sur OCS Max
  - 16 décembre 2016 sur NT1
- Québec : 30 mai 2017 sur VRAK
- Suisse : 20 avril 2017 sur RTS Un

- États-Unis : 6,96 millions de téléspectateurs[29] (première diffusion)
- Canada : 977 000 téléspectateurs[30] (première diffusion + différé 7 jours)

- Patrick Cox (John)
- Jonathan Chase (Josh)
- Sherry Weston (Verna)
- Ilia Volock (Yuri)
- Jacob Ramirez (Steve)
- Jonathan Marballi (Doug)
- Rafael Petardi (Yoshinko)

Han est chargé d'organiser l'enterrement de vie de garçon d'Oleg. A cette soirée Oleg apprend qu'il n'a pas pu obtenir ses faux papiers pour sa carte verte et a peur que Sophie pense qu'il se marie avec elle uniquement pour ça.

### Épisode 22:Et le Mariage
- États-Unis /  Canada : 18 mai 2015 sur CBS[31] / Citytv
- France :
  - 14 décembre 2015 sur OCS Max
  - 19 décembre 2016 sur NT1
- Québec : 6 juin 2017 sur VRAK
- Suisse : 21 avril 2017 sur RTS Un

- États-Unis : 7,56 millions de téléspectateurs[32] (première diffusion)
- Canada : 1,101 million de téléspectateurs[33] (première diffusion + différé 7 jours)

- Caroline Rhea (Bonnie)
- Patrick Cox (John)
- Laura Kightlinger (Veronica)
- Gregory Vahanian (Priest)
- Mo Aboul-Zelof (Mohammed)
- Jay Hollingsworth (Dave)
- Cody Murray (Conductor)
- Dawn Drake (Announcer)
- James Grabowski (Man)

C'est le jour du mariage de Sophie et d'Oleg, et la robe de mariée de Sophie qu'elle a commandé de Pologne est bloquée à la douane. Max et Caroline vont alors la chercher, et les choses se compliquent quand elles doivent prendre le métro.